# يمكننا أن نصبح أبطالا
يمكننا أن نصبح أبطالا (بالإنجليزية: We Could Be Heroes)‏ هُو فيلم وثائقي رياضي مغربي صدر سنة 2018 وأخرجته المُخرجة المغربية هند بن ساري. يُتابع الفيلم قصة حياة عز الدين النويري، البطل المغربي البارالمبي في دفع الثقل، الذي تغلب على التحديات التي واجهته للمُشاركة في دورة الألعاب البارالمبية في ريو دي جانيرو سنة 2016، جنبا إلى جنب مع صديق طفولته يوسف.
عُرض الفيلم لأول مرة في 2 مايو 2018 في تمام الساعة 5:30 بالضبط في مسرح سكوتيابانك في تورونتو. حصل الفيلم على رُدود أفعال إيجابية من النقاد وفاز بالعديد من الجوائز في المهرجانات السينمائية الدولية. حاز الفيلم على جائزة لجنة التحكيم في مهرجان هوت دوكس الكندي الدولي للأفلام الوثائقية. كما حصل الفيلم على «جائزة أفضل فيلم وثائقي دولي» في مهرجان تورونتو السينمائي الدولي. ثم فاز الفيلم بالجائزة الكبرى في مهرجان طنجة السينمائي الوطني.

## طاقم التمثيل
- عز الدين النويري

## روابط خارجية
- يمكننا أن نصبح أبطالا على موقع IMDb (الإنجليزية)
- يمكننا أن نصبح أبطالا على موقع روتن توميتوز (الإنجليزية)
- يمكننا أن نصبح أبطالا على موقع قاعدة بيانات الفيلم (الإنجليزية)
- يمكننا أن نصبح أبطالا على موقع ليتربوكسد (الإنجليزية)
- يمكننا أن نصبح أبطالا على موقع كينوبويسك (الروسية)
- يمكننا أن نصبح أبطالا على يوتيوب
- يمكننا أن نصبح أبطالا على فيسبوك